# Mineko Iwasaki

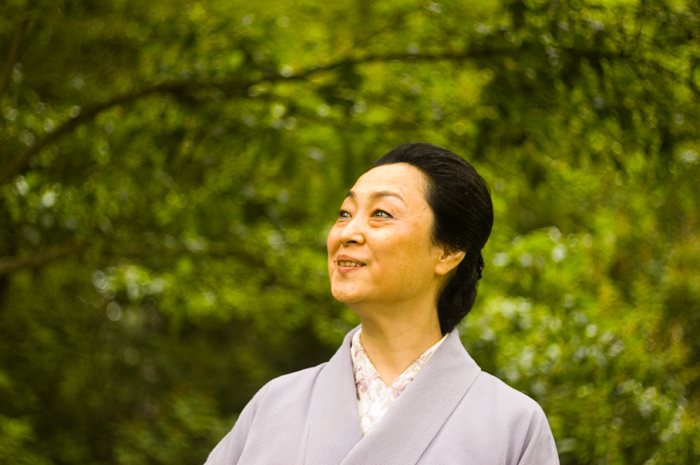
Mineko Iwasaki

Mineko Iwasaki (jap. 岩崎峰子 Iwasaki Mineko; * 2. November 1949 in Kyōto als Masako Tanaka) war mehr als ein Jahrzehnt die berühmteste Geisha von Japan. Inzwischen hat sie sich durch ihr Buch Die wahre Geschichte der Geisha auch als Autorin bekannt gemacht.

## Leben
Masako Tanaka wurde als elftes Kind einer Künstlerfamilie in Kyōto geboren. Sie lebte zusammen mit ihren Eltern Shigezo Tanaka und Chie Akamatsu, ihren vier älteren Brüdern und drei älteren Schwestern in Yamashima, einem Vorort der früheren Kaiserstadt Kyōto, in relativ ärmlichen Verhältnissen. Mit fünf Jahren verließ sie für immer ihr Zuhause, da sie als atatori (Erbin) in die Okiya Iwasaki, eines der erfolgreichsten Geishahäuser von Gion Kobu (berühmter Geisha-Distrikt von Kyōto), einzog.
Ein Jahr später, am 6. Juni, begann sie ihre wahre Ausbildung zur Geiko (Geisha) und wurde von der Okiya Iwasaki adoptiert. Dadurch erhielt sie auch ihren Künstlernamen „Mineko Iwasaki“. Den Unterricht bekam sie bei der „Großmeisterin“ der Yachiyo Inoue IV, der führenden Schule für kulturelle Tänze Japans. Neben dem Tanzen erhielt sie Stunden in Kunst, Kalligraphie, Teezeremonie, Gesang und Spielen der Saiteninstrumente Koto und Shamisen. Sie lernte sehr viel und gern, das Tanzen bereitete ihr viel Freude.
Ihr Debüt als Maiko (Vorstufe zur Geiko) fand am 15. Februar 1965 statt. Im Alter zwischen 15 und 21 Jahren besuchte sie jeden Abend Ozashiki (Bankette oder Dinnerpartys) oder nahm an öffentlichen Veranstaltungen teil. Zu ihren Kunden gehörten die mächtigsten Wirtschaftsbosse, Politiker, Kaiser und Könige der Welt. In diesen sechs Jahren gab es für die junge Mineko keinen freien Tag, was sich auf ihre Gesundheit auswirkte. Sie bekam Probleme mit den Nieren, hatte eine Blinddarmoperation und ihr mussten die Mandeln herausgenommen werden.
Im Alter von 15 Jahren lernte sie während eines Ozashiki ihre „Große Liebe“ Toshio (Künstlername: Shintarō Katsu) kennen. Fünf Jahre später begann die mittlerweile Erwachsene eine Beziehung mit dem bereits verheirateten Schauspieler. Es war eine sehr glückliche Zeit in ihrem Leben, doch die Beziehung brach durch seine Lügen und leeren Versprechungen auseinander.
Daraufhin begann ein neuer Abschnitt in Iwasakis Leben. Am 15. Juli 1978 trat sie, im Alter von 29 Jahren, aus ihrem Beruf als Geiko zurück und widmete sich anderen Projekten. Dann lernte sie den jungen Künstler Jin'ichirō Satō kennen. Knapp einen Monat später folgte die Hochzeit, sie bekam ihre Tochter Kosuke und zog nach Iwakura, einem Vororte von Kyōto. Dort beschloss sie, mit Hilfe ihrer Familie ein Buch über ihr Leben als Geisha zu schreiben.

## Werk
Neben zahlreichen Werbekampagnen und Fotoshootings wirkte Mineko 1970 bei einem Film unter Regie von Kon Ichikawa (geschrieben von Zenzō Matsuyama) mit. Zudem veröffentlichte sie das Buch Geisha: A Life. In Deutschland erschien es 2002 unter dem Titel Die wahre Geschichte der Geisha.

## Veröffentlichungen
- Mineko Iwasaki, mit Rande Brown: Die wahre Geschichte der Geisha. Verlag Marion von Schröder, 200, ISBN 3-547-71006-5.